# Дончо Папазов
Дончо Ботев Папазов е известен български мореплавател, икономист, журналист и политик.
В продължение на много години е редактор в Българската национална телевизия. Жени се за преподавателката по музика Юлия Гурковска (Джу) през есента на 1972 година, която е негова трета съпруга. Осъществил е презокеански и околосветски пътешествия по вода сам и заедно с Юлия Гурковска-Папазова.

## Мореплаване
Дончо и Юлия Папазови са организатори на научноизследователска програма „Планктон“ – поредица от пет експедиции с тяхно участие под егидата на ЮНЕСКО, подкрепени от БАН (Институт по морски изследвания и океанология) и вестник „Орбита“ и финансирани предимно от Комитета за наука, технически прогрес и висше образование, параходство „Български морски флот“, ДСО „Воден транспорт“, Българска национална телевизия. Програма „Планктон“ продължава 12 години.
- Експедиция „Планктон I“, 1970, с традиционна обикновена българска рибарска лодка, наречена „Джу II“ и продължителност 15 дни от 20.07.1970 г. до 03.08.1970 г. по маршрут Созопол – Бургаски залив – Созопол. Участник е сам Дончо Папазов.
- Експедиция „Планктон IІ“, 1972, с конвенционална корабна спасителна лодка с платна, наречена „Джу III“ и продължителност 26 дни от 25.05.1972 г. до 20.06.1972 г. по маршрут Варна – Сочи, пресичане на Черно море. Участници са Дончо и Юлия Папазови. Това е първото прекосяване на Черно море с такъв клас ветроходен съд.
- Експедиция „Планктон IІІ“, 1974, с конвенционална корабна спасителна лодка с ветроходни платна и с дължина 8 м, „Джу IV“ и продължителност 63 дни от 08.05.1974 г. до 16.07.1974 г. по маршрут Гибралтар – Лас Палмас (Канарски острови) – Сантяго де Куба (Куба), пресичане на Атлантическия океан. Участници са Дончо и Юлия Папазови. Експериментът е изключително рисков, както поради вида на ветроходния съд, неговите особености и възможности за управление, така и в навигационно отношение. Мачтата е алуминиева тръба с височина 5,2 м. Използваното ветроходно стъкмяване е грот и стаксел. Навигационното оборудване е класическо – секстант и часовник без ползване на електронни средства. Това е първото крайцерско презокеанско плаване на конвенционална безкилова спасителна лодка с платна.
- Експедиция „Планктон IV“, 1976, с конвенционална корабна спасителна лодка с ветроходни платна и с размери 8,54 м /2,74 м, наречена „Джу V“ и продължителност 140 дни (100 дни в морето) от 17.03.1976 г. до 03.08.1976 г., общо 14800 км по маршрут Каляо (Перу) – о-в Хива Оа (Маркизки острови, Тихи океан) (8700 км) – Таити – Апия (Самоа) – Сува (Фиджи). Участници са Дончо и Юлия Папазови. Стъкмяването на лодката е грот-гафелно с грот и стаксели, височината на мачтата е 7,5 м. Съпрузите поставят световен рекорд за най-продължително пребиване на борда на спасителна лодка и най-дълго проплавано разстояние – 14 000 морски мили (25 928 км).
- През 1978 година на двумачтовата яхта „Тивия“ на Българската национална телевизия съпрузите, дъщеря им Яна (на 5 г.), българският телевизионен журналист и пътешественик Симеон Идакиев и колегите му от БНТ Борис Сирийски, Румен Костов, Петър Андонов[2] извършват плаване около Европа (5000 морски мили, 9260 км). Симеон Идакиев е автор на книгата „С яхта около Европа“ и на телевизионните серии, заснети по време на плаването от него и екипажа на БНТ.
- Експедиция „Планктон V“, 1979, обиколка на света с яхта „Тивия“ на Българската национална телевизия – двумачтов йол, сериен модел „Конрад 45“, произведен в корабостроителницата „Джоузеф Конрад“ град Гданск, Полша. Продължителността е 777 дни от 29.04.1979 г. до 14.06.1981 г. Проплавани са 42 000 морски мили (77 784 км). Участници са Дончо, Юлия и Яна Папазови. Яна тогава е 7-годишна. Маршрутът е: Созопол, Гибралтар, Канарски острови, Мартиника, Венецуела, Кюрасао, Панама, Еквадор, Таити, Тонга, Раротонга, Фиджи, Нова Гвинея, Торесовия проток, пристанище  Порт Дарвин (Тиморско море, северно крайбрежие на Австралия), Рождество (остров, Австралия), о-в Мавриций, о-в Реюнион, Дърбан, нос Добра Надежда, Кейптаун, о-в Света Елена, Бразилия, Азорски острови, Гибралтар, Сеута, Алжир (град), Истанбул, Созопол. Експедицията преминава успешно през четири от най-трудните и опасни за плаване от ветроходи места в света без сериозни повреди – Торесовия проток, Индийския океан, Нос Добра Надежда и вълните „убийци“ в Игленото течение.
- Експедиция „Невъзможният път“, 1988, обиколка на света с яхта „Тивия“. Продължителност 164 денонощия от 1 януари 1988 г. до 13 юни 1988 г. Първа българска без спиране в пристанище самотна обиколка на света през нос Хорн на през цялото време на юг от „ревящите четиридесет“ (градуса). Участник е сам Дончо Папазов. Околосветската обиколка изцяло на юг от 40-и паралел започва на 1 януари 1988 г. от фара Сан Антонио, Испания, Средиземно море, и завършва на 13 юни 1988 г. на същото място. На отиване от Созопол до Буенос Айрес (1987 г.) плава заедно с Методи Савов, а на връщане към България от Буенос Айрес до Созопол (1989 г.) плава заедно с Николай Йотов.....Необходимо е уточнение.  Маршрута на  Папазов през 1987 година за обиколка на Южния океан, започва от Буенос Айрес и трябва да завърши пак там-откъдето е тръгнал - Буенос Айрес. Папазов  тръгва на 29.12.1987 год.- потвърждава  го сам в книгата си "Невъзможния път" на стр. 19-20: "Доживях, Днес, 29 декември 1987 г., в 13 ч. и 13 мин. тръгнах за Невъзможния път.....". При завръщането си на стр.306 е записано:...." Ура! На 13 юни в 13.13 часа гринуичко време преминах на траверс фара "Сан Антонио и навлязох в устието на река Ла Плата. С това сложих край на обиколката.....".  Плаването трябва да завърши пак там, откъдето е тръгнал - Буенос Айрес?? На стр.310 е записано: "......После ме взимат на буксир. Със здрача приближаваме пристанището на Ла Плата....." ....Стр. 313: "...Наближава време да сляза на брега... За моя изненада рано сутринта пристигаха група техници да прегледат Тивия....Няма как да се разберем и се оставям в ръцете на непознатите аржентинци. А ми е и все едно. Още преди три дни завърших обиколката....". На другия ден Тивия тръгва от Ла Плата за Буенос Айрес......  Стр.314: "....Тласкана от свеж бриз, Тивия уверено лети.  Сякаш урочасан ,час по-късно вятърът пада и взимам влекало. После връзвам яхтата за шамандурата от която тръгнах....". На 26.06.1988 се завръща  на същото място откъдето тръгва за това плаване на 29.12.1987, което е потвърдено от поздравителната телеграма на адмирал Оскар Каландра - стр. 311: ".....До сеньр Дончо Папазов, Буенос Айрес 23 юни 1988 г. ......Като  приветствам още веднаж Вашия нов световен рекорд, ползвам се от възможността да Ви поздравя с най-искрено уважение.. Оскар Х. Каландра, контра-адмирал, генерален секретар на флота",, Адмиралът го поздравява за поставения "световен рекорд", какъвто не съществува?. . Според документите публикувани в книгата "Жестокия път" от Папазов, обиколката на Южния океан, което според приетите правила не е околосветско плаване, както твърди той, а е обиколка на Южния океан и е направена за 177 дни. , ако се приеме, че яхта Тивия тръгва и се завръща на същото място-шамандурата на яхтклуба в Буенос Айрес. Няколко дни до завръщането си в Буенос Айрес Папазов не споменава никакви дати. За края на плаването предполагаме само от поздравителната телеграма до Папазов от адмирала. Освен това плаването не е без спиране, а е с едно спиране в Ла Плата. Плаването на Папазов не е ОКОЛОСВЕТСКО самотно плаване, както той непрекъснато назовава и в книгата си, а ОБИКОЛКА НА ЮЖНИЯ ОКЕАН., както вече е отбелязано в справочниците на IACH. Двете са постижения от различни величини. Редакцията е направена по публикувани документи, страници и пасажи  от автора в книгата " Жестокият Път" - Дончо Папазов, издадена през 2019 г. от издателство "Вакон".

## Политическа дейност
От 1990 е член на Националния координационен съвет на Съюза на демократичните сили. През лятото на 1991 заедно с Блага Димитрова са приети в палатковия лагер на протестиращите депутати, за да участват в гладната стачка, присъединявайки се към Протеста на 39-имата срещу приемането на Конституцията. Депутат е в XXXVI народно събрание (1991 – 1994) на мястото на Стоян Ганев, докато последният е министър на външните работи. Членува в Демократическата партия и участва в нейното ръководство.
Развежда се с Юлия Папазова през 1990 г., а през 1992 г. се жени за фотографа Светлана Бахчеванова.

## Отличия
- 1977 г. – удостоен е с орден „Народна република България“, I степен.[4]
- 2019г. – удостоен с орден "Стара Планина" - I степен.  УКАЗ № 134, 28 май 2019 г. Обн. ДВ бр. 44, от 4.6.2019 г.

## Книги
- Дончо и Юлия Папазови, „С 'Джу' през Атлантика“, издателство „Народна младеж“, София, 1975
- Дончо Папазов, Юлия Папазова, „С 'Джу' през Пасифика“, издателство „Народна младеж“, София, 1977
- Юлия Папазова, Дончо Папазов, „С Яна около света“, издателство „Народна младеж“, София, 1985
- Дончо Папазов, „Невъзможният път“, ИК „Мартилен“, 1994

## Любопитно
Дончо Папазов е един от наследниците на известния род Папазови от Казанлък (производители на маслодайни рози и розово етерично лечебно масло).